# Abraxas triangulata
Abraxas triangulata là một loài bướm đêm trong họ Geometridae.